# Lovisa Henrietta av Oranien-Nassau

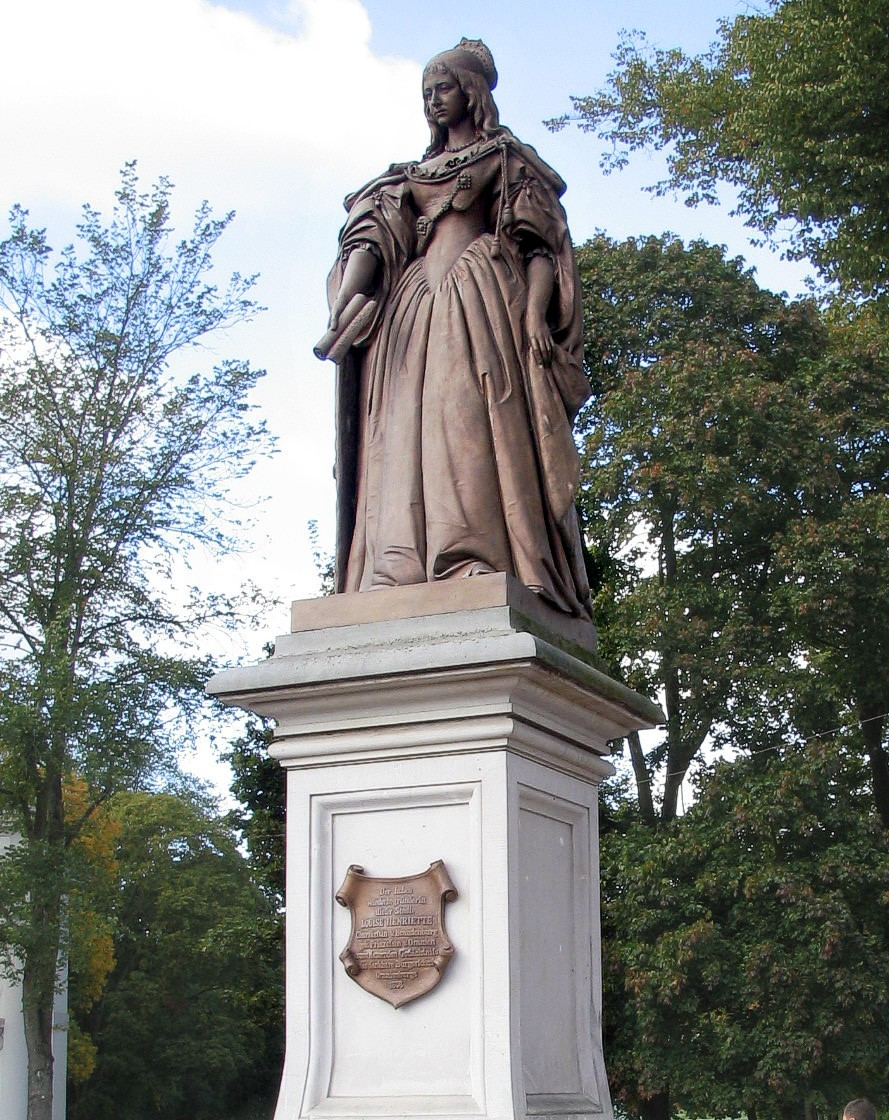
Monumentet över Lovisa Henrietta i Oranienburg, skulpterat av Wilhelm Wolff 1858.

Lovisa Henrietta av Oranien-Nassau, nederländska: Louise Henriëtte van Nassau, tyska: Luise Henriette von Oranien, född 7 december 1627 i Haag, död 18 juni 1667 på Berlins stadsslott, var genom sitt äktenskap med Fredrik Vilhelm av Brandenburg kurfurstinna av Brandenburg 1646-1667.  Hon var mor till kung Fredrik I av Preussen.

## Biografi
Lovisa Henrietta var dotter till Fredrik Henrik av Oranien, prins av Oranien och Hollands ståthållare, och hans hustru Amalia av Solms-Braunfels. 
Hennes mor planerade initialt att gifta bort henne med Karl II av England, men hon gifte sig istället med Fredrik Vilhelm av Brandenburg i Haag 1646. Äktenskapet arrangerades för att få stöd av hennes familjs kontakter i Brandenburgs kamp för inflytande i Pommern. Tidigare hade Sofia av Hannover övervägts. 

### Kurfurstinna
Lovisa Henrietta beskrivs som snäll och omtänksam, from och intelligent, och tillägnades många smickrande beskrivningar för vad som kallades hennes änglalika natur. Det sades om henne att hon gjorde hovet till ett paradis vars livsträd hon var. 
Förhållandet mellan Lovisa Henrietta och Fredrik Vilhelm beskrivs som mycket gott. Det utvecklades till ett kärleksförhållande och Fredrik Vilhelm blev beroende av henne.  Han gjorde henne till sin politiska rådgivare och hade som vana att lämna rådsbordet för att inhämta hennes åsikt innan han fattade beslut i regeringsärenden.      Efter hennes förste sons död erbjud hon sin make skilsmässa för att han skulle kunna gifta om sig och få en son med en annan kvinna, men han vägrade. Hon lovade därefter att grunda ett barnhem om hon fick föda en son, och fullföljde sitt löfte efter sin andra sons födelse 1655. 
Genom brevväxling med Polens drottning genomdrev hon Polens erkännande av Brandenburgs besittningsrätt till hertigdömet Preussen genom en allians mellan Polen och Brandenburg. Hon motsatte sig av religiösa skäl makens kandidatur till den polska tronen. Hon åtföljde maken på kampanjer, fälttåg och inspektioner mellan Brandenburgs besittningar, från Königsberg, under det svenska fälttåget, till Kleve.  Det sades om henne att "Få furstinnor har tillåtits ett sådant inflytande".
Brandenburg led svårt att de skador trettioåriga kriget hade åsamkat, och hon bidrog till att reparera dessa genom välgörenhet.  Hon lät bygga ut och modernisera staden Oranienburg (tidigare Bötzow) 1650-52, som döptes om till hennes ära. Hon lät anlägga Lustgarten, installerade år 1663 Europas första porslinskabinett, och grundade 1665 ett barnhem. 
Hon skötte sin egen bokföring och sågs som ett föredöme för sin balans mellan förnuftig sparsamhet och generositet. Hon sågs som ett husligt föredöme eftersom hon även personligen övervakade både mathållning och linneförråd, vilket inte var helt självklart i hennes samhällsklass. Hon var intresserad av musik och skrev religiös poesi. 
Hennes hälsa var skör och försämrades drastiskt efter tvillingfödseln 1664. Hon och maken besökte Nederländerna på hälsoresa, och hon övertygade där maken att agera medlare i fredsförhandlingarna mellan England och Nederländerna. Hon insjuknade allvarligt sedan maken återvänt till Brandenburg, och bad om att få återvända inför sin död. Maken mötte henne på vägen, och hon fördes tillbaka till Brandenburg med bår.
Hon avled i tuberkulos 1667  och ligger begravd i Hohenzollernkryptan under Berliner Dom.

## Eftermäle och minnesmärken
Till hennes minne avtäcktes 1858 en staty framför Oranienburgs slott, och i Oranienburg finns även skolan Luise-Henriette-Gymnasium. I södra Berlin är Luise-Henriette-Strasse i Tempelhof och det närbelägna Luise-Henriette-Gymnasium på Germaniastrasse uppkallade efter henne.

## Barn
Lovisa Henrietta fick följande barn med Fredrik Vilhelm av Brandenburg:
1. Vilhelm Henrik (född 1648, död 1649).
2. Karl Emil (född 1655, död 1674), kurprins av Brandenburg.
3. Fredrik III (född 1657, död 1713), kurfurste av Brandenburg 1688-1713, från 1701 även kung i Preussen som Fredrik I.
4. Amalia (född 1664, död 1665), tvilling.
5. Henrik (född och död 1664), tvilling.
6. Ludvig (född 1666, död 1687), markgreve av Brandenburg.